# MAGEB2
MAGEB2 (англ. MAGE family member B2) – білок, який кодується однойменним геном, розташованим у людей на X-хромосомі. Довжина поліпептидного ланцюга білка становить 319 амінокислот, а молекулярна маса — 35 277.
| 10         |  | 20         |  | 30         |  | 40         |  | 50         |
| ---------- |  | ---------- |  | ---------- |  | ---------- |  | ---------- |
| MPRGQKSKLR |  | AREKRRKARD |  | ETRGLNVPQV |  | TEAEEEEAPC |  | CSSSVSGGAA |
| SSSPAAGIPQ |  | EPQRAPTTAA |  | AAAAGVSSTK |  | SKKGAKSHQG |  | EKNASSSQAS |
| TSTKSPSEDP |  | LTRKSGSLVQ |  | FLLYKYKIKK |  | SVTKGEMLKI |  | VGKRFREHFP |
| EILKKASEGL |  | SVVFGLELNK |  | VNPNGHTYTF |  | IDKVDLTDEE |  | SLLSSWDFPR |
| RKLLMPLLGV |  | IFLNGNSATE |  | EEIWEFLNML |  | GVYDGEEHSV |  | FGEPWKLITK |
| DLVQEKYLEY |  | KQVPSSDPPR |  | FQFLWGPRAY |  | AETSKMKVLE |  | FLAKVNGTTP |
| CAFPTHYEEA |  | LKDEEKAGV  |  |            |  |            |  |            |

A: Аланін

C: Цистеїн

D: Аспарагінова кислота

E: Глутамінова кислота

F: Фенілаланін

G: Гліцин

H: Гістидин

I: Ізолейцин

K: Лізин

L: Лейцин

M: Метіонін

N: Аспарагін

P: Пролін

Q: Глутамін

R: Аргінін

S: Серин

T: Треонін

V: Валін

W: Триптофан

Кодований геном білок за функціями належить до фосфопротеїнів, пухлинних антигенів. 
Задіяний у такому біологічному процесі, як убіквітинування білків. 